# Fahredin Al Maan II.
Fahredin Al Maan II. (arabsko فخر الدين الثاني بن قرقماز), libanonski (druzijski) emir, * 1572, † 13. april 1635, Konstantinopel.
Fahredin je bil rojen v dinastiji Maan, ki se je v 12. stoletju po naročilu damaškega guvernerja zaradi obrambe pred križarji priselila na območje Šufa in prevzela druzijsko veroizpoved. Leta 1590 so ga osmanske oblasti imenovale za lokalnega guvernerja (emirja) v upanju, da se bodo s tem končali upori druzov, kajti precej kolovodij je izhajalo iz njegove rodbine. Spočetka mu je pripadlo območje Sidona in Šufa, kmalu si je pridobil še Bejrut, postopoma pa še območje doline Kadiša in Tripoli. Poleg samega pridobivanja ozemlja se je lotil še modernizacije svojega kraljestva, katerega upravno središče je postal Deir al-Kamar. Otomanske oblasti so v tem času bile prezaposlene z dušenjem uporov v Perziji in Anatoliji, tako je spočetka lahko dokaj neovirano rahljal vezi s Konstantinoplom in se povezoval z evropskimi vladarji. Ko je leta 1613 sklenil sporazum s toskanskim vojvodo Ferdinandom I., ki je vključeval tudi tajno vojaško zavezništvo proti Osmanom, so osmanske oblasti nadenj poslale vojsko damaščanskega guvernerja Ahmada al Hafiza in prisiljen se je bil za pet let umakniti v Toskano, kjer se je dodobra seznanil s tamkajšnjimi idejami.
Leta 1618 se je lahko vrnil in nadaljeval z modernizacijo. Pričel je uvajati nove načine kmetovanja, pričel s pridelavo oljčnega olja in uvedel tkanje svile kot glavno gospodarsko panogo. To je spodbudilo selitev maronitskih družin v Šuf. Obenem je posodobil pristanišči v Bejrutu in Sidonu ter vzpostavil močne vezi z evropskimi trgovci. Ozemlje je še nekoliko razširil in je tako poleg današnjega Libanona obsegalo še dele današnjega Izraela, Jordanije in Sirije. Raztezalo naj bi se vse do Palmire, kjer naj bi dal postaviti grad na vzpetini nad rimskimi ruševinami.
Sultan Murat IV. se zbal vedno večje neodvisnosti svojega »vazala«, zato je nadenj poslal vojski sirskega in egiptovskega paše, hkrati pa je mornarica napadla obalna mesta. Fahredin se je najprej umaknil v Kalat Niha, kmalu zatem pa v bližnjo jamo, kjer so ga leta 1633 našli in odpeljali v Konstantinopel. Dve leti zatem so ga tam obglavili.
Danes ga precejšen del Libanoncev šteje za začetnika libanonske državnosti, saj je bil prvi, ki je združil ozemlje te države.